# Bołojki (Brasław)
Bołojki – dawny zaścianek, obecnie część Brasławia. 
Według Skorowidzów z 1924 i 1933 zaścianek nazywał się Bałojkis.

## Historia
W czasach zaborów w granicach Imperium Rosyjskiego.
W latach 1921–1939 zaścianek leżał w Polsce, w województwie nowogródzkim (od 1926 w województwie wileńskim), w powiecie brasławskim, w gminie Brasław.
Według Powszechnego Spisu Ludności z 1921 roku zamieszkiwało tu 28 osób, wszystkie były wyznania rzymskokatolickiego i zadeklarowały polską przynależność narodową. Było tu 5 budynków mieszkalnych. W 1931 w 6 domach zamieszkiwało 29 osób.
Wierni należeli do parafii rzymskokatolickiej w Brasławiu. W 1933 podlegał pod Sąd Grodzki w Brasławiu i Okręgowy w Wilnie; właściwy urząd pocztowy mieścił się w m. Brasławiu.